# アトランティーダ (ファリャ)
『アトランティーダ、モセン・ハシント・ベルダゲールの詩に基づく序曲と3部からなる舞台カンタータ』（西:  Atlántida, Cantata escénica en un prólogo y 3 partes sobre el poema de Mosén Jacinto Verdaguer ）は、スペインの作曲家マヌエル・デ・ファリャが晩年に手がけたカタルーニャ語によるカンタータ。ジャシン・バルダゲー（1845年-1902年）の同名の叙事詩に基づいている。1946年のファリャの死（1946年）によって未完のまま終わったが、弟子のエルネスト・アルフテルによって補筆が行われ1960年に完成、その後1976年に改訂版が作られた。

## あらすじ
アトランティス大陸の伝説、ヘラクレスの神話、コロンブスによる新大陸発見のエピソードなどがキリスト教的世界観のもと結びつけられている。
「まだジブラルタルの山々によって地中海と大西洋が隔てられていた時代、大西洋には神の恩寵を受けた国アトランティスが栄えていたが、その民は堕落してしまっていた。神意を受けたヘラクレス（アルシデス）はジブラルタルの山を破壊し、地中海の水をあふれさせてアトランティスを海底に沈めた。こうしてできた海峡に立つ2本の柱に、ヘラクレスは「この先を超えてはならぬ（ノン・プルス・ウルトラ）」の文字を刻んだ。
若い頃にこの伝説を聞いたコロンブスは、イサベル女王の援助を受け、大西洋の彼方の新しい国を見つけるべく出帆する。」

## 作曲の経緯
これまでアンダルシーア（『はかなき人生』、『恋は魔術師』）、ナバーラとムルシア（『三角帽子』）、カスティーリャ（『ペドロ親方の人形芝居』）など、スペイン各地を扱った作品を手掛けてきたファリャは、バルセロナを中心とするカタルーニャを扱った作品を作りたいと考えていた。
クラヴサン協奏曲を作曲した1926年、この話を友人のフアン・ジスベルトにしたところ、カタルーニャの詩人ジャシン・バルダゲーによる叙事詩『アトランティーダ』を提案された。『アトランティーダ』は偶然にもファリャの生年と同じ1876年に出版された作品であり、ちょうどこの年がその50周年にあたっていたことから、ファリャはこれをもとにしたカンタータを作曲することを思い立った。
アンダルシア人であるファリャは辞書、文法書をもとにカタルーニャ語を学習し、1927年に作曲にとりかかった。1928年にはアトランティス伝説と、コロンブスの旅の2部構成とすることが決定され、1929年初めには最終的な台本が完成したが、自身の健康上の理由やスペイン内戦、アルゼンチンへの亡命（1945年）などにより作曲は遅々として進まず、ファリャがアルゼンチンに移住した1945年には舞台美術を担当する予定であったカタルーニャ出身の美術家ホセ＝マリア・セールもこの世を去ってしまった。
アルゼンチンにおいても『アトランティーダ』の作曲は続けられたが、1946年11月14日にファリャが心臓麻痺により死去。ついに作品は未完のままであった。残された原稿には、死の半年前にあたる1946年7月8日の日付が最後に記されていた。

## アルフテルによる補筆
ファリャが死んだ段階で、プロローグはオーケストレーションまで完成していたが、ほとんどがアウトラインだけの状態であり、スケッチどまりの部分もあった。それでも『アトランティーダ』の完成を望む声は大きく、ファリャの唯一の弟子であり、『7つのスペイン民謡』や『ファンタシーア・ベティカ』（ベティカ地方の幻想曲）のオーケストラ編曲を行った作曲家アルフテルが補筆に当たることとなった。アルフテルは断片的なスケッチを台本に従って構成し直すところから作業を開始し、1960年に完成させた。完成した『アトランティーダ』はイタリアの出版社リコルディにより、ミラノでの初演が企画されたが、スペインでの初演を望む人々による署名などの請願活動の結果、1961年11月24日にバルセロナのリセオ歌劇場においてオラトリオ形式による初演が行われた。演奏には地元の合唱団など200名以上が参加し、客席は満杯となった。
その後、1962年6月18日にミラノにおいてトーマス・シッパーズ指揮ミラノ・スカラ座管弦楽団によるイタリア初演が行われ、ニューヨーク（エルネスト・アンセルメ指揮）、ベルリン（オイゲン・ヨッフム指揮）、アジンバラ、ブリュッセル、ブエノスアイレスなどで演奏された。

## 改訂版
しかし、アルフテルは初演に満足できず、大規模な手直しを行った。この改訂版はファリャの生誕100周年にあたる1976年に行われたルツェルン音楽祭において、ヘスス・ロペス＝コボス指揮、ケルン放送管弦楽団、ケルン放送合唱団、ケルン児童合唱団、北ドイツ放送合唱団などによって初演され、その録音は1977年1月21日のNHK-FMで放送された。

## 編成
- フルート2
- ピッコロ1
- オーボエ2
- コーラングレ1
- クラリネット2
- バスクラリネット1
- ファゴット2
- コントラファゴット1
- ホルン4
- トランペット4
- トロンボーン3
- チューバ1
- ティンパニ
- 打楽器
- ピアノ2
- ハープ2
- 弦五部

- 合唱
- 声楽のソリスト

## 配役
- 語り手（主唱者、バリトン）：アルシデス（ヘラクレス）、コロンブスを担当
- イサベル女王（ソプラノ）
- ピレーネの女王（メゾソプラノ）
- 大天使（テノール）
- 宮廷の女官（ソプラノ）
- イサベルの小姓（ボーイソプラノ）
- プレアデスの7人の姫（ソプラノ3、メゾソプラノ2、アルト2）
- 3つ頭の怪物ゲリオン（テノール2、バス）

## 構成
- 序曲、イスパニア賛歌

- 第1部

1.ピレネーの大火
2.ピレネーの詠唱（アリア）と死
3.バルセロナに捧げる歌
- 第2部

1.アルシデスと3つ頭のゲリオン
2.アトランティダの歌
3.ヘスペリデスの園
4.プレアデスの戯れ
5.アルシデスとドラゴン
6.プレアデスの嘆きと死
7.アスシデス、ガデス（カディス）に凱旋す
8.御使の声
9.神の声
10.ジブラルタルの大門
11.沈没
12.大天使
- 第3部

1.巡礼
2.ガリャルダ
3.イサベルの夢
4.コロンブスと水夫たち
5.三隻の帆船（バルダゲーの原作ではこのシーンで終わる。）
6.海上”聖母賛歌”
7.こよなき夜
- 改訂される前の版では、この後に壮大なフィナーレが続いていた。